# Diopatra viridis
Diopatra viridis är en ringmaskart som beskrevs av Johan Gustaf Hjalmar Kinberg 1865. Diopatra viridis ingår i släktet Diopatra och familjen Onuphidae. Inga underarter finns listade i Catalogue of Life.